# Limnophila bigladia
Limnophila bigladia är en tvåvingeart som beskrevs av Alexander 1945. Limnophila bigladia ingår i släktet Limnophila och familjen småharkrankar. Inga underarter finns listade i Catalogue of Life.